# Долинська сільська рада (Олександрійський район)
| Долинська сільська рада — колишній орган місцевого самоврядування у Олександрійському районі Кіровоградської області з адміністративним центром у с. Долинське. Сільській раді були підпорядковані населені пункти: - с. Долинське |

## Склад ради
Рада складалася з 12 депутатів та голови.

### Керівний склад ради
| ПІБ                       | Основні відомості                                                 | Дата обрання | Дата звільнення |
| ------------------------- | ----------------------------------------------------------------- | ------------ | --------------- |
| Коваленко Тетяна Петрівна | Сільський голова, 1950 року народження, освіта                    | 26.03.2006   | 31.10.2010      |
| Боцман Віта Володимирівна | Сільський голова, 1972 року народження, освіта вища, позапартійна | 31.10.2010   |                 |

Примітка: таблиця складена за даними джерела

## Населення
Згідно з переписом УРСР 1989 року чисельність наявного населення сільської ради становила 354 особи, з яких 160 чоловіків та 194 жінки.
За переписом населення України 2001 року в сільській раді мешкало 340 осіб.

### Мова
Розподіл населення за рідною мовою за даними перепису 2001 року:
| Мова       | Відсоток |
| ---------- | -------- |
| українська | 93,88 %  |
| молдовська | 5,83 %   |
| російська  | 0,29 %   |